# A Sammy in Siberia
A Sammy in Siberia è un cortometraggio muto del 1919 diretto da Hal Roach. Il film, di genere comico, fu interpretato da Harold Lloyd, Snub Pollard, Bebe Daniels.

## Trama
Uno statunitense, separato dalla sua truppa, protegge un'indifesa ragazza russa da bolscevichi dediti al saccheggio.